# بوب سايمور
بوب سايمور (بالإنجليزية: Bob Seymour)‏ هو لاعب كرة قدم أمريكية أمريكي، ولد في 13 يونيو 1916 في وايندوت في الولايات المتحدة، وتوفي في 1 مايو 1977 في غولدن في الولايات المتحدة.

## وصلات خارجية
- بوب سايمور على موقع مرجع كرة القدم المحترفة.كوم (الإنجليزية)